# Риболов из руке
Риболов из руке представља најједноставнији, али уједно и најприроднији начин риболова (иако се код нас врло ретко користи). Није потребно ништа више до најлона једне удице. Готово свака риба се може уловити овом методом, уколико јој нађемо место и правилно се понашамо. Пошто најчешће не користимо никакво оптерећење, а ни помагала при избачају, али за риболов из руке потребна су специфична места, тако и специфични временски услови. Да бисте контрирали потребно је да осетите померање најлона када га риба узима, или пак, да то видите својим очима. Овом методом се могу ловити грабљивице, неживим или живим мамцем, а може се ловити и ситна бела риба, крај стрмих обала или крај камених устава. 
Две најважније ствари у овој методи су добро познавање особина и понасања рибе и места на којем ловимо, а често пресудна ствар може бити то колико се тихо крећемо на месту и како се њему прикрадамо. Рибе не реагују пуно на звук, али зато региструју и најмању вибрацију, и сенку коју бацамо на водену површину. Најбоље је месту прићи лагано, са низводне стране, јер је риба готово увек окренута у водени ток, како је не би однео, а затим мамац презентовати тако што га убацимо у матицу мало узводно од места на којем претпостављамо, или видимо, да се риба налази. Водена струја ће мамац понети ка томе месту, а тада треба очекивати ударац. Уколико до тога недодје, треба мамац лагано извући и покушати поново. Ако се риба налази на месту на којем пецамо, и ако нас није приметила ударац ће уследити у првих неколико забачаја, уколико се то не догоди, треба потражити друго место. 
Када осетимо, или видимо да риба узима мамац, не треба одмах контрирати, јер га она често прво испипава, узевши га и испљунувши из уста пар пута, пре него што га прогута. Треба најлон олабавити и сачекати пар тренутака, а она одсечно и снажно контрирати. За лов на гргеча, клена или неку белу рибу, најбољи мамци су крупна глиста, пуж голаћ, или сноп ситнијих црвених глиста, док је при тражењу грабљивице најбоље користити већи комад скуше. На језерима и другим стајаћицама, за грабљивицу се може користити и зива риба, а качимо је кроз очне дупље, из два разлога. Први је то што је тако врло чврсто закачена и онемогућава њено отпадање приликом забачају, а други, много вазнији је сто је то спрецава да види препреке у воид иза којих би се могла сакрити, па насумично тумара, често сама проналазећи штуку или сома. Лов шарана из руке ипак представља најинтересантнији лов. Лови се на стајаћим водама, на самој површини. На месту на којем ловимо треба претходно хранити рибу комадима хлеба, који се просто побацају на површину (неки му претходно додају разне ароме). На дан риболова, при доласку на место, такође прихранимо, а нашу трокраку намамчимо већим комадом корице хлеба. Када се шаран дигне и почне да сакупља комаде по површини можете чак и да бирате ког желите да закачите, померајући корицу ка њему, а склањајући од неких ситнијих примерака.